# 科特马
科特马（Kotma），是印度中央邦阿努普尔县的一个城镇。总人口28484（2001年）。

## 人口
该地2001年总人口28484人，其中男性14962人，女性13522人；0—6岁人口4162人，其中男2105人，女2057人；识字率66.95%，其中男性为75.47%，女性为57.51%。

## 经济
经济以煤矿业为主。